# Алоль (озеро)
Алоль (Алоля, устар. Алялио) — озеро в Алольской волости Пустошкинского района Псковской области.
Площадь — 2,7 км² (267,3 га, с 7 островами (11,7 га) — 2,8 км² или 279,0 га). Максимальная глубина — 16,0 м, средняя глубина — 8,4 м.
На берегу озера расположены деревни: Алоль, Кисели, Мясово.
Проточное. Из озера вытекает ручей Мясовский, впадающий в реку Алоли бассейна Великой.
Тип озера лещово-уклейный с ряпушкой. Массовые виды рыб: щука, окунь, плотва, лещ, ряпушка, пелядь (возможно), чудской сиг (возможно), елец, голавль, язь, линь, налим, ерш, краснопёрка, щиповка, верховка, вьюн, пескарь, уклея, густера, быстрянка, карась золотой, угорь, голец, бычок-подкаменщик; широкопалый рак (единочно).
Для озера характерны: отлогие и крутые берега, заболоченных участков практически нет, в литорали — песок, камни, галька, заиленный песок, в центре — ил, заиленный песок, камни.